# Síndrome da resposta inflamatória sistêmica
Síndrome da resposta inflamatória sistêmica (português brasileiro) ou síndrome da resposta inflamatória sistémica (português europeu) (SRIS ou SIRS, do inglês Systemic Inflammatory Response Syndrome) é o termo que se utiliza atualmente para descrever uma reação inflamatória sistêmica, ou seja, que afeta o organismo como um todo, e se desenvolve perante diferentes tipos de agentes agressores.

## Definição Clínica
A SIRS se caracteriza pela presença de ao menos dois dos seguintes critérios clínicos:
1. Temperatura corporal > 38 °C (febre) ou <36 °C (hipotermia)
2. Frequência respiratória > 20 incursões respiratórias/minuto (taquipnéia) ou uma pressão parcial de CO2 no sangue arterial < 32mmHg.
3. Frequência cardíaca > 90 batimentos cardíacos/minuto (taquicardia)
4. Aumento ou redução significativos do número de células brancas (leucócitos) no sangue periférico (>12.000 ou <4.000 células/mm3), ou presença de mais 10% leucócitos jovens (bastões).

## Aspectos Históricos
Em 1991, devido à enorme variedade de termos médicos em uso, especialistas de duas sociedades americanas ligadas ao estudo da sepse se reuniram em uma conferência para criar avaliar a literatura corrente e sugerir definições que fossem mais adequadas, descritivas e universalmente aceitas nesta área. Termos como "septicemia" foram abandonados, em detrimento dos atualmente em uso, conforme explicitado abaixo.

## Causas
1. Infecção
2. Trauma
3. Queimaduras
4. Grandes cirurgias
5. Pancreatite

## Fisiopatologia (mecanismos de instalação)
Processos infecciosos, traumáticos ou outros agentes agressores promovem, sob determinadas circunstâncias, uma activação maciça dos sistemas de defesa do organismo, principalmente aqueles relacionados ao sistema imune inato, levando à produção de grandes quantidades de  mediadores inflamatórios, especialmente citocinas como o fator de necrose tumoral (TNF) e as interleucinas IL-1, IL-6 e IL-8. As manifestações clínicas descritas são decorrentes da ação destes mediadores em diferentes órgãos.

## Complicações
A SIRS pode surgir eventualmente em condições clínicas benignas, como por exemplo em uma infecção de vias aéreas superiores (laringite, amigdalite) ou após cirurgias. Entretanto, quando ocorre em pacientes cujos sistemas de defesa do organismo encontram-se comprometidos torna-se uma condição de elevada gravidade.
Quando associada a infecção que foi comprovada laboratoriamente, tem-se então definição de sepse ou sepsis.
Sepse associada a diminuição da pressão arterial (hipotensão arterial) de difícil tratamento ou refratária é definida como choque séptico.
À associação de SRIS com sinais de insuficiência orgânica concomitante que afete ao menos um dos órgãos vitais, dá-se o nome de  sepse severa.
A insuficiência de múltiplos órgãos e sistemas é a mais temida e ameaçadora complicação da SRIS. Como o próprio nome indica, nesta complicação mais de um dos órgãos vitais é acometido e se torna disfuncional. Os índices de mortalidade em geral superam 50% dos pacientes acometidos.

## Tratamento
Não existem terapias específicas para o tratamento da SIRS. Pacientes com diagnóstico de sepse, sepse severa ou choque séptico necessitam de tratamento de suporte intensivo, de preferência em unidade de terapia intensiva. Nos casos em que existe suspeita ou confirmação de processo infeccioso, a administração de antibióticos deve ser iniciada prontamente segundo critérios médicos.